# Wikariat apostolski Taytay
Wikariat apostolski Taytay (łac. Vicariatus Apostolicus Taytayensis; fil. Taytay Apostolic Vicariate; ang. Vicariate Apostolic of Taytay) – jeden z 7 wikariatów obrządku łacińskiego w Kościele katolickim na Filipinach w regionie Calabarzon ze stolicą w Taytay. 
Erygowany 13 maja 2002 przez Jana Pawła II. Podlega bezpośrednio (do) Stolicy Apostolskiej.

## Wikariusze apostolscy
- 2002–2018: bp Edgardo Juanich
- 2018–2021: ks. Reynante Aguanta
  - administrator apostolski sede vacante
- od 2021: bp Broderick Pabillo